# ماباتوموماب
ماباتوموماب هو جسم مضاد وحيد النسيلة بشري تجريبي يخوض تجاربه السريرية لعلاج السرطان.

## التجارب السريرية
تجري التجارب السريرية على ماباتوموماب للاستخدامات التالية:
- اللمفومة لاهودجكينية[3][4]
- سرطان القولون[5][6]
- سرطان خلايا الرئة غير الصغيرة (مع كاربوبلاتين وباكليتاكسيل)[7]
- الورم النقوي المتعدد (مع بورتيزوميب)[7]، التجارب ابتدأت عام 2008 لكنها توقفت عام 2010.[8]
- سرطان الكبد (سورافنيب)[7]
- عدد من أنواع الأورام الصلبة[9]